# Falk Huste
Falk Huste (Greiz, RDA, 6 de noviembre de 1971) es un deportista alemán que compitió en boxeo.
Ganó dos medallas en el Campeonato Mundial de Boxeo Aficionado, plata en 1997 y bronce en 1995, y una medalla de bronce en el Campeonato Europeo de Boxeo Aficionado de 2000.
Participó en dos Juegos Olímpicos de Verano, en los años 1996 y 2000, ocupando el séptimo lugar en Atlanta 1996, en el peso pluma.

## Palmarés internacional
| Campeonato Mundial | Campeonato Mundial  | Campeonato Mundial | Campeonato Mundial |
| Año                | Lugar               | Medalla            | Categoría          |
| ------------------ | ------------------- | ------------------ | ------------------ |
| 1995               | Berlín (Alemania)   | Medalla de bronce  | 57 kg              |
| 1997               | Budapest (Hungría)  | Medalla de plata   | 57 kg              |
| Campeonato Europeo |                     |                    |                    |
| Año                | Lugar               | Medalla            | Categoría          |
| 2000               | Tampere (Finlandia) | Medalla de bronce  | 57 kg              |